# 上野賢
上野賢（日语：上野 賢，1962年1月7日—），日本資深男性動畫師。國際動畫研究所畢業。曾為東映動畫研究所講師。別名。

## 作品列表

### 電視動畫
- 漫畫山田君（日语：おじゃまんが山田くん）（原畫）
- 真知子老師
- 超時空世紀歐卡斯（作畫監督）
- 機動戰士Z鋼彈（原畫）
- 機動戰士鋼彈ZZ（原畫）
- 勇者鬥惡龍 達伊的大冒險 (1991年版)（作畫監督）
- 灌籃高手（作畫監督）※上野賢、名義。
- 靈異教師神眉（作畫監督）
- 守護月天！（人物設定、作畫監督）
- 不可思議魔法藥店（日语：ふしぎ魔法ファンファンファーマシィー）（作畫監督、原畫）
- 甜心戰士F（作畫監督）
- ONE PIECE（原畫）
- 爆裂戰士戰藍寶（作畫監督）
- 數碼寶貝04無限地帶（作畫監督）
- 魔法少年賈修（作畫監督）
- 數碼寶貝拯救隊（作畫監督、原畫）
- 貧窮姊妹物語（總作畫監督、作畫監督）
- 鬼太郎 (第5作)（人物設定、總作畫監督、原畫）
- Marie & Gali（日语：マリー&ガリー）（原畫）
- Heartcatch 光之美少女！（原畫）
- Suite 光之美少女♪（作畫監督）
- Smile 光之美少女！（作畫監督）
- DokiDoki！光之美少女（作畫監督、原畫）
- Happiness Charge 光之美少女！（作畫監督、原畫）
- Go！Princess 光之美少女（作畫監督、原畫）
- 魔法使 光之美少女！（作畫監督、原畫）
- KiraKira☆光之美少女 A La Mode（作畫監督、原畫）
- 擁抱！光之美少女（作畫監督、原畫）
- Star☆Twinkle 光之美少女（作畫監督、原畫）[3][4]
- Healin' Good ♥ 光之美少女（OP原畫、作畫監督、原畫）[5]
- Tropical-Rouge！光之美少女（作畫監督、原畫）[6]
- Delicious Party ♡ 光之美少女（作畫監督）[7]

### OVA
- 魔龍戰紀（日语：魔龍戦紀）（原畫）
- 靈異教師神眉 史上最大激戰！絕鬼來襲!!（原畫）

### 電影動畫
- 機動戰士鋼彈 逆襲的夏亞（原畫）※名義。
- 勇者鬥惡龍 達伊的大冒險：突破吧!! 新生6大將軍（日语：ドラゴンクエスト ダイの大冒険 ぶちやぶれ!!新生6大将軍）（原畫）※上野賢名義。
- 七龍珠：最強之道（原畫）
- 靈異教師神眉：恐怖的暑假！妖海傳說（原畫）
- 劇場版 金肉人II世（人物設定、作畫監督）
- 數碼寶貝03馴獸師之王：暴走數碼寶貝特急（作畫監督）
- 魔法少年賈修：第101個魔物（原畫）
- 魔法少年賈修：機械巴爾漢來襲（原畫）
- 數碼寶貝拯救隊 THE MOVIE 究極力量！爆裂模式發動!!（原畫）
- ONE PIECE FILM 強者天下（作畫監督補佐）
- 劇場版 光之美少女 All Stars DX2 希望之光☆守護彩虹寶石！（原畫）
- 劇場版 Heartcatch 光之美少女：花之都時尚大作戰！（人物設定[注 3]、作畫監督）
- 劇場版 光之美少女 All Stars New Stage：未來的朋友（原畫）
- 劇場版 DokiDoki！光之美少女：小愛结婚了!!?連結未來的希望禮服（人物設定[注 4]、作畫監督[8]）
- 劇場版 光之美少女 All Stars New Stage3：永遠的朋友（原畫）
- Happiness Charge 光之美少女！人偶之國的芭蕾舞女（原畫）
- 劇場版 魔法使 光之美少女！奇跡的變身！莫夫倫天使！（人物設定[注 5]、作畫監督[9][10]）
- 劇場版 Healin' Good ♥ 光之美少女 夢想的小鎮心動不已！GoGo！大變身!!（日语：映画 ヒーリングっど♥プリキュア ゆめのまちでキュン!っとGoGo!大変身!!）（作畫監督補佐）
- 劇場版 Tropical-Rouge！光之美少女：雪之公主與奇蹟的戒指！（日语：映画 トロピカル〜ジュ!プリキュア 雪のプリンセスと奇跡の指輪!）（人物設定、作畫監督）[11]

### 網路動畫
- 美少女戰士Crystal（作畫監督）

### 遊戲
- SGGG（日语：セガガガ）（人物設定）

## 腳註

## 相關項目
- 日本動畫師列表
- 東映動畫

## 外部連結
- （日語）